# Corpus evangelicorum
Corpus evangelicorum, lat., de evangeliskas förening eller korporation, kallades efter Westfaliska freden år 1648 Tysklands samtliga protestantiska riksständer då de i trosangelägenheter agerade gemensamt, i motsats till de katolska riksständerna (corpus catholicorum). Ursprungligen avgjordes kyrkliga frågor genom röstmajoritet på de tysk-romerska riksdagarna, men då katolikerna förfogade över fler röster än protestanterna, fann sig dessa tvingade att behandla dessa ärenden utanför riksdagen och ingick därför en förening för att försvara sitt självbestämmande i kyrkliga angelägenheter. Sammanslutningen erkändes redan i riksdagen i Regensburg år 1582, men den egentliga konstitueringen av corpus evangelicorum skedde först efter Westfaliska freden. Då bestämdes att röstmajoritet inte skulle gälla i religionssaker, utan dessa skulle avgöras genom överenskommelser mellan katoliker och protestanter så som varande jämlika sammanslutningar.
Till corpus evangelicorum hörde alla tyska protestantiska länders regenter, även om de personligen bekände sig till den katolska läran. På riksdagen i Regensburg år 1653 hölls corpus evangelicorums första sammanträde. Sammankomst hölls vanligtvis två gånger i månaden. Kurfursten av Sachsen innehade presidiet. Efter kurfursten Fredrik August I:s övergång till katolicismen år 1712 fick Kur-Sachsen trots allt behålla ledningen, men på villkor att, om kurfursten var katolik, skulle "hemliga rådskollegiet" i Dresden oberoende av honom sköta ärendena och instruera riksombudet (som alltid måste tillhöra evangeliska läran). År 1770 tillsatte corpus evangelicorum ett ständigt utskott av sex personer för att bättre bevaka rättigheterna och skynda på ärendenas behandling. Med tyska rikets upplösning år 1806 upphörde såväl corpus evangelicorum som corpus catholicorum av sig själva.
Även det evangeliska statsförbund under svensk ledning som Gustav II Adolf planerade i Tyskland har benämnts corpus evangelicorum.